# Порој
Порој (мкд. Порој) је насеље у Северној Македонији, у северозападном делу државе. Порој припада општини Тетово.

## Географија
Насеље Порој је смештено у северозападном делу Северне Македоније. Од најближег већег града, Тетова, насеље је удаљено 4 km северно.
Порој се налази у доњем делу историјске области Полог. Насеље је положено на западном ободу Полошког поља. Источно од насеља пружа се поље, а западно се издиже Шар-планина. Надморска висина насеља је приближно 520 метара.
Клима у насељу је умерено континентална.

## Становништво
Порој је према последњем попису из 2002. године имао 2.899 становника.
Претежно становништво у насељу су Албанци (99%).
Већинска вероисповест је ислам.